# Портрет на мадам Рекамие (Антоан-Жан Гро)
„Портрет на мадам Рекамие“ (на френски: Portret Madame Récamier) е картина на френския художник Антоан-Жан Гро от около 1825 г.
Картината е нарисувана с маслени бои върху платно и е с размери 62,3 x 51,2 cm. Портретът е в стил романтизъм. Представя мадам Рекамие, водеща космополитен живот в Париж, по време на живота ѝ в консулството в града. Известна е със своите пищни соарета в Двореца на улица „Мон Блан“, на който събира съвременните художници, писатели, актьори и политици. Портретът е рисуван по-късно, но представя красивите черти, замисления поглед и грациозно скръстените ръце под гърдите на дамата.
Картината е изложена в Галерия „Щросмайер“ на старите майстори в хърватската столица Загреб. Собственост е на Хърватската академия за наука и изкуство в Загреб. Дарена е през 1903 г. от френския благородник Йожен-Емануел-Ернст Халвин, маркиз на Пен.